# Baihebu Shuiku
Baihebu Shuiku (kinesiska: 白河堡水库) är en reservoar i Kina. Den ligger i storstadsområdet Peking, i den norra delen av landet, omkring 83 kilometer norr om stadskärnan. Baihebu Shuiku ligger 589 meter över havet. Arean är 1,7 kvadratkilometer. Trakten runt Baihebu Shuiku består i huvudsak av gräsmarker. Den sträcker sig 1,4 kilometer i nord-sydlig riktning, och 2,5 kilometer i öst-västlig riktning.
Genomsnittlig årsnederbörd är 633 millimeter. Den regnigaste månaden är juli, med i genomsnitt 166 mm nederbörd, och den torraste är januari, med 3 mm nederbörd.